# Église de Nivala
L'église de Nivala (en finnois : Nivalan kirkko) est une église située à Nivala en Finlande.

## Description
Conçue par l'architecte Simon Silvén les travaux de construction dirigés par Niilo Koskela se terminent en 1803.
L'église peut accueillir 600 personnes.
Le retable est peint par A. Vendelin en 1875.
Les fresques représentant la passion du Christ sont peints en 1952 par Lauri Välke.